# 林建章

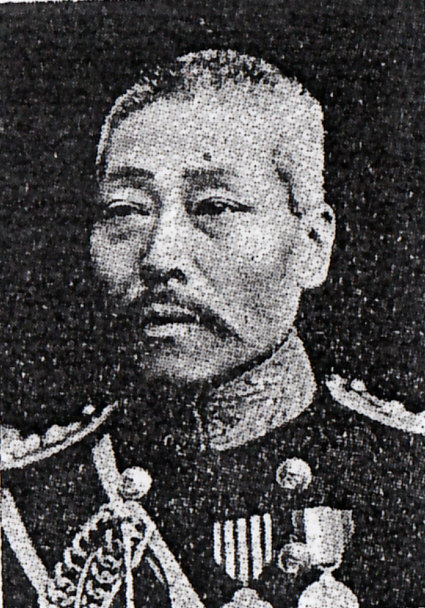

林建章（1874年—1940年6月14日）字増荣，别名述端。福建省福州府长乐县人。清末民初海軍将领。

## 生平

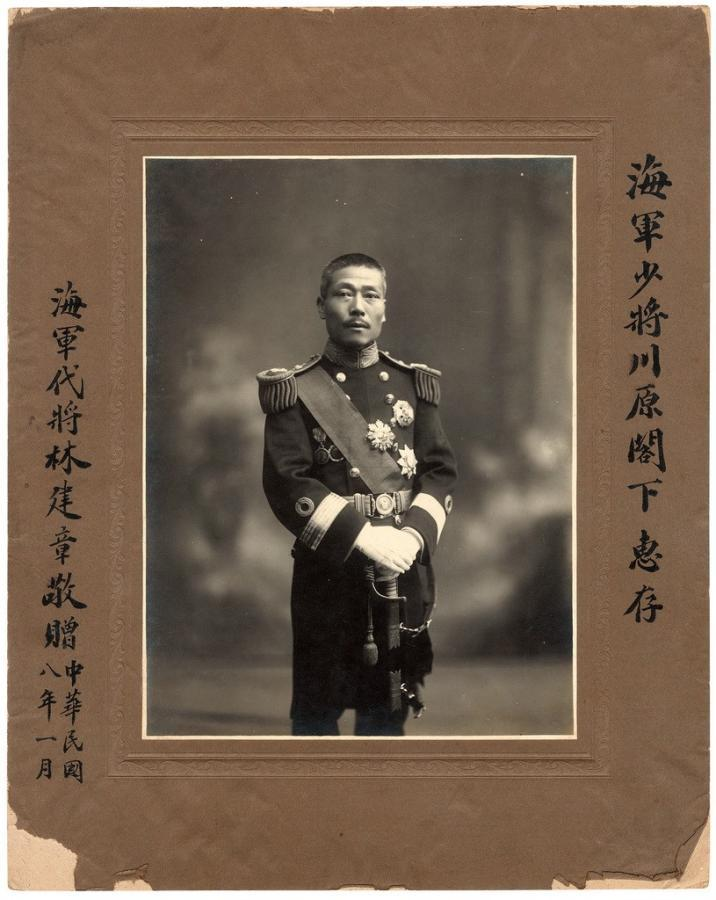
1919年1月海军代将林建章赠给日本海军少将川原（可能是川原袈裟太郎）的照片。上款为：海军少将川原阁下惠存。下款为：海军代将林建章敬赠，中华民国八年一月。

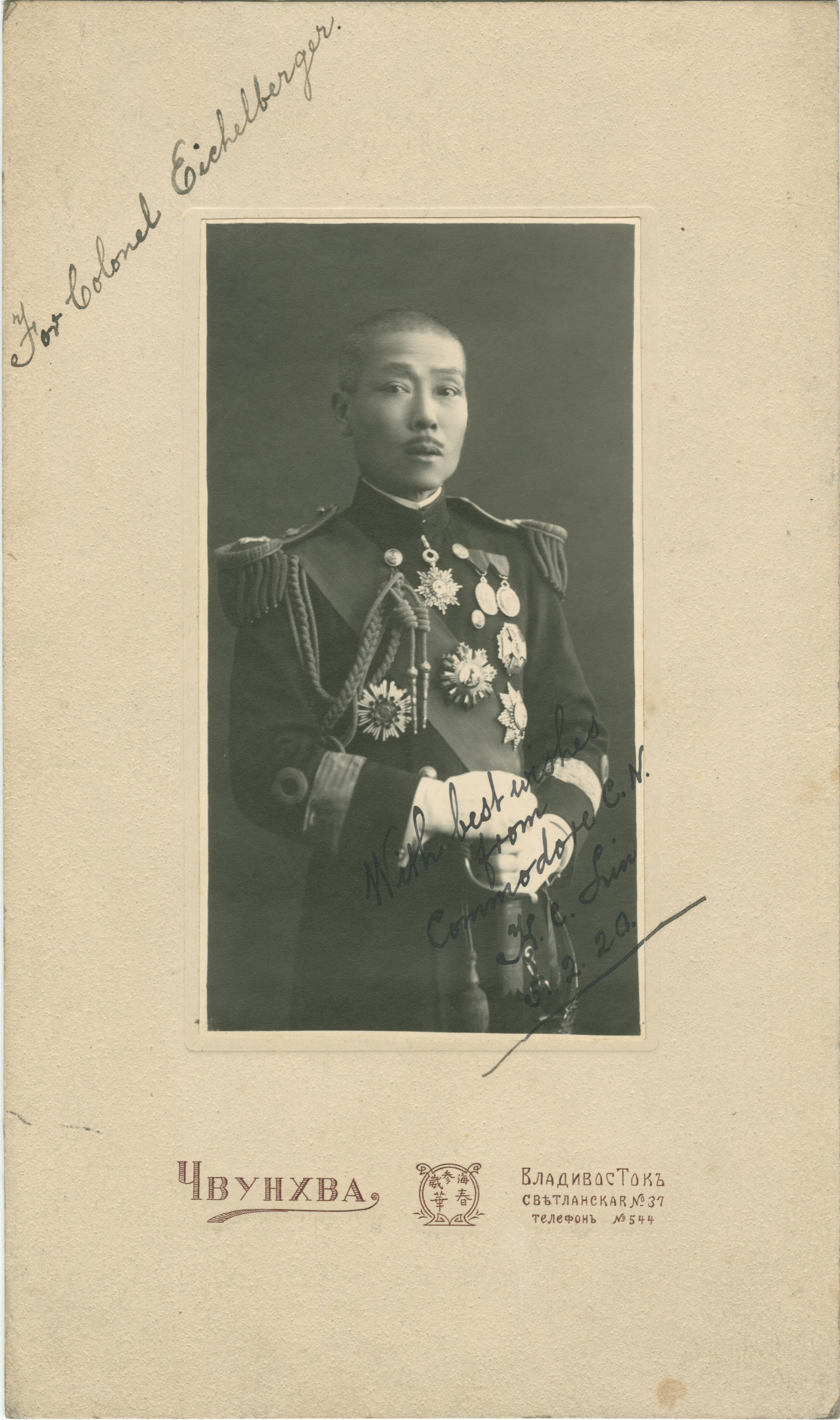
1920年2月5日海军代将林建章赠给美国陆军上校艾克爾伯格的照片，摄于海参崴。上方文字为：For Colonel Eichelberger（赠陆军上校艾克爾伯格），下方文字为：
With best wishes from Commodore C. N. K. C. Lin, 5.2.20. （中国海军代将林建章致以问候，1920年2月5日）

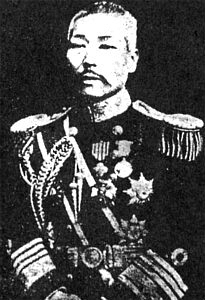

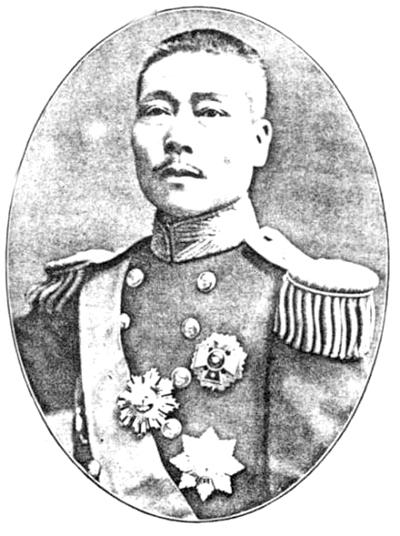

### 辛亥革命
1891年（光緒17年）他到南京，入江南水師学堂第1期駕駛班（操舵班）学习。5年後毕業，参加实习，正式开始了海軍軍人生涯。宣統年間，他升任「宿」号魚雷艇管带、海軍副参領。
辛亥革命爆发后，林建章到武漢镇压革命派。此后，目睹清朝陸軍在漢陽残酷镇压軍民后，林建章被激怒，遂呼应上海的革命派，举行起义。林建章乘「南深」号艦艇，同清朝軍队作战。
中華民国成立後的1913年（民国2年）1月，他被授予海軍中校銜。8月升任海军上校。1917年（民国6年）8月，他被任命为巡洋艦「海容」号的艦長。

### 西伯利亞干涉
在俄國爆發十月革命以後，協約國對新生的苏维埃俄国宣戰，同為協約國一員的北洋政府緊跟隊形並決定派遣海軍戰艦到西伯利亞參戰。1918年（民国7年）8月，林建章率「海容」号抵达海参崴，设立中国駐沿海州海軍代将处，同其他協約國军队合流。德国战敗後的1919年，軍事行動終结，此后林建章归国。在俄国他表现中规中矩。1921年（民国10年）1月，他就任第1艦隊代理司令。

### 和杜锡珪的斗争
在北京政府内部的政争中，经同乡兼朋友梁鴻志等介绍，林建章加入皖系。1922年（民国11年），第一次直奉战争爆发后，属于直系的第2艦隊司令杜锡珪主张代表直系参战，林建章则主张中立。此后，杜锡珪帮助直系战胜奉系，林建章失势。
翌年4月，林建章获得皖系的浙江督軍盧永祥的資金援助，试图东山再起。因拖欠军饷而感到愤怒的海軍士官受到教唆，鼓动海軍一部独立于北京政府。林建章被上海的海軍領袖处推戴为领袖，结成海軍沪隊。林建章还对北京政府方面发动收买攻勢，一部分艦艇被引诱投归林建章。后来，1924年（民国13年）江浙战争盧永祥敗北，林建章麾下的海軍陆续回归北京政府，林建章被迫下野。
同年10月，段祺瑞重新上台任臨時執政，林建章于11月任其手下的海軍总長，取得海軍統率权。1926年1月，在許世英內閣中，杜锡珪重新代理海軍总長，林建章再度被迫下野。後来，他曾被国民政府聘为海軍部高等顧問，但基本上从政界引退。
抗日战争爆发後，林建章处在日本占領地域内。梁鴻志曾邀请他出任南京国民政府（汪精卫政权）海軍总長，被他拒绝。
1940年（民国29年）6月14日，林建章病逝。享年67岁。